# 金氏獸科
金氏兽科（学名：Kingoriidae）是二齿兽下目的一科。